# Daïras d'Algérie
La daïra  (en arabe : دائرة (arrondissement) ; pluriel daïras) est une subdivision de la wilaya dans l'administration territoriale algérienne.
Elle regroupe plusieurs communes et assume diverses responsabilités. Parmi celles-ci, la daïra est chargée de délivrer les passeports internationaux et les cartes d'identité nationales aux citoyens résidant sur son territoire. Elle est également responsable du contrôle des travaux réalisés par les différents services administratifs tels que les communes et les services techniques. En 2016, l'Algérie comptait un total de 547 daïras. 

## Nombre et liste des daïras par wilaya

Carte des 58 wilayas d'Algérie

- 01 - Daïras de la wilaya de Adrar total 6 daïras
- 02 - Daïras de la wilaya de Chlef total 13 daïras
- 03 - Daïras de la wilaya de Laghouat total 10 daïras
- 04 - Daïras de la wilaya de Oum El Bouaghi total 12 daïras
- 05 - Daïras de la wilaya de Batna total 21 daïras
- 06 - Daïras de la wilaya de Béjaïa total 19 daïras
- 07 - Daïras de la wilaya de Biskra total 10 daïras
- 08 - Daïras de la wilaya de Béchar total 6 daïras
- 09 - Daïras de la wilaya de Blida total 10 daïras
- 10 - Daïras de la wilaya de Bouira total 12 daïras
- 11 - Daïras de la wilaya de Tamanrasset total 3 daïras
- 12 - Daïras de la wilaya de Tébessa total 12 daïras
- 13 - Daïras de la wilaya de Tlemcen total 20 daïras
- 14 - Daïras de la wilaya de Tiaret total 14 daïras
- 15 - Daïras de la wilaya de Tizi Ouzou total 21 daïras
- 16 - Daïras de la wilaya d'Alger total 13 daïras
- 17 - Daïras de la wilaya de Djelfa total 12 daïras
- 18 - Daïras de la wilaya de Jijel total 11 daïras
- 19 - Daïras de la wilaya de Sétif total 20 daïras
- 20 - Daïras de la wilaya de Saïda total 6 daïras
- 21 - Daïras de la wilaya de Skikda total 13 daïras
- 22 - Daïras de la wilaya de Sidi Bel Abbès total 15 daïras
- 23 - Daïras de la wilaya de Annaba total 6 daïras
- 24 - Daïras de la wilaya de Guelma total 10 daïras
- 25 - Daïras de la wilaya de Constantine total 7 daïras
- 26 - Daïras de la wilaya de Médéa total 19 daïras
- 27 - Daïras de la wilaya de Mostaganem total 10 daïras
- 28 - Daïras de la wilaya de M'Sila total 15 daïras
- 29 - Daïras de la wilaya de Mascara total 16 daïras
- 30 - Daïras de la wilaya de Ouargla total 5 daïras
- 31 - Daïras de la wilaya d'Oran total 9 daïras
- 32 - Daïras de la wilaya d'El Bayadh total 8 daïras
- 33 - Daïras de la wilaya d'Illizi total 4 daïras
- 34 - Daïras de la wilaya de Bordj Bou Arreridj total 10 daïras
- 35 - Daïras de la wilaya de Boumerdès total 9 daïras
- 36 - Daïras de la wilaya d'El Tarf total 7 daïras
- 37 - Daïras de la wilaya de Tindouf total 1 daïra
- 38 - Daïras de la wilaya de Tissemsilt total 8 daïras
- 39 - Daïras de la wilaya d'El Oued total 10 daïras
- 40 - Daïras de la wilaya de Khenchela total 8 daïras
- 41 - Daïras de la wilaya de Souk Ahras total 10 daïras
- 42 - Daïras de la wilaya de Tipaza total 10 daïras
- 43 - Daïras de la wilaya de Mila total 13 daïras
- 44 - Daïras de la wilaya de Aïn Defla total 14 daïras
- 45 - Daïras de la wilaya de Naâma total 7 daïras
- 46 - Daïras de la wilaya de Aïn Témouchent total 8 daïras
- 47 - Daïras de la wilaya de Ghardaïa total 8 daïras
- 48 - Daïras de la wilaya de Relizane total 13 daïras